# Nu leker livet
"Nu leker livet" är en svensk poplåt från 2000, skriven av Micke Littwold (text) och Håkan Almqvist (musik). Den spelades in av Idolerna och utgör öppningsspår på gruppens självbetitlade debutalbum. En liveversion av Idolerna finns också med på Greatest Hits, Live & More.
Låten tog sig in på Svensktoppens sjätte plats den 27 januari 2001 och låg ytterligare en vecka på plats åtta innan den lämnade listan.
"Nu leker livet" utgavs som promotionsingel 2001.